# Canton d'Aulnoye-Aymeries
Le canton d'Aulnoye-Aymeries est une circonscription électorale française du département du Nord créée par le décret du 17 février 2014. Il tient lieu de circonscription d'élection des conseillers départementaux et entre en vigueur lors des élections départementales de 2015.

## Histoire
Un nouveau découpage territorial du Nord (département) entre en vigueur à l'occasion des premières élections départementales suivant le décret du 17 février 2014. Les conseillers départementaux sont, à compter de ces élections, élus au scrutin majoritaire binominal mixte. Les électeurs de chaque canton élisent au Conseil départemental, nouvelle appellation du Conseil général, deux membres de sexe différent, qui se présentent en binôme de candidats. Les conseillers départementaux sont élus pour 6 ans au scrutin binominal majoritaire à deux tours, l'accès au second tour nécessitant 12,5 % des inscrits au 1er tour. En outre la totalité des conseillers départementaux est renouvelée. Ce nouveau mode de scrutin nécessite un redécoupage des cantons dont le nombre est divisé par deux avec arrondi à l'unité impaire supérieure si ce nombre n'est pas entier impair, assorti de conditions de seuils minimaux. Dans le Nord, le nombre de cantons passe ainsi de 79 à 41.
Le canton d'Aulnoye-Aymeries est formé de communes des anciens cantons de Bavay (totalité), de Berlaimont (totalité), du Quesnoy-Ouest (9 communes) et d'Hautmont (2 communes). Il est entièrement inclus dans l'arrondissement d'Avesnes-sur-Helpe. Le bureau centralisateur est situé à Aulnoye-Aymeries.
En 2025, Amfroipret et Bermeries fusionnent pour devenir L'Orée de Mormal, diminuant le nombre de communes de 1.

## Représentation
| Période élective | Période élective | Mandat | Mandat                   | Identité          | Nuance | Nuance | Qualité |
| ---------------- | ---------------- | ------ | ------------------------ | ----------------- | ------ | ------ | --- |
| 2015             | 2021             | 2015   | 2021                     | Bernard Baudoux   |        | PCF    | Cadre Maire d'Aulnoye-Aymeries (1995 →) Conseiller général du Canton de Berlaimont (2001 → 2015)             |
| 2015             | 2021             | 2015   | 2021                     | Marie-Aline Bréda |        | PCF    | Conseillère municipale déléguée de Bavay                                                                     |
| 2021             | 2028             | 2021   | juillet 2025 (démission) | Bernard Baudoux   |        | PCF    | Maire d'Aulnoye-Aymeries (1995 →) Président de la Communauté d'agglomération Maubeuge Val de Sambre (2022 →) |
| 2021             | 2028             | 2021   | en cours                 | Agnès Denys       |        | PCF    | 1ère Adjointe au maire d'Aulnoye-Aymeries                                                                    |
| 2021             | 2028             | 2025   | en cours                 | Éric Lavallée     |        | PCF    | Adjoint au maire de Feignies                                                                                 |

## Résultats détaillés

### Élections départementales de juin 2021
Le premier tour des élections départementales de 2021 est marqué par un très faible taux de participation (33,26 % au niveau national). Dans le canton d'Aulnoye-Aymeries, ce taux de participation est de 33,18 % (12 393 votants sur 37 348 inscrits) contre 30,39 % au niveau départemental. À l'issue de ce premier tour, deux binômes sont en ballotage : Bernard Baudoux et Agnès Denys (PCF, 42,62 %) et Catherine Pepin et Michaël Taverne (RN, 30,01 %).
Le second tour est toujours marqué par un faible taux de participation, avec un regain de 207 participants. Le binôme Bernard Baudoux et Agnès Denys remporte largement le canton d'Aulnoye-Aymeries avec plus de 64.34% des exprimés.   
| Candidats            | Candidats            | Partis               | Partis               | Premier tour | Premier tour | Second tour | Second tour |
| Candidats            | Candidats            | Partis               | Partis               | Voix         | %            | Voix        | %           |
| -------------------- | -------------------- | -------------------- | -------------------- | ------------ | ------------ | ----------- | ----------- |
| 1                    | Bernard Baudoux      |                      | PCF                  | 5 027        | 42.62        | 7 526       | 64.36       |
| 1                    | Agnès Denys          |                      | PCF                  | 5 027        | 42.62        | 7 526       | 64.36       |
| 2                    | Catherine Pépin      |                      | RN                   | 3 540        | 30.01        | 4 168       | 35.64       |
| 2                    | Michaël Taverne      |                      | RN                   | 3 540        | 30.01        | 4 168       | 35.64       |
| 3                    | Claude Dupont        |                      | DVD                  | 3 229        | 27.37        |             |             |
| 3                    | Catherine Hennebert  |                      | DVD                  | 3 229        | 27.37        |             |             |
|                      |                      |                      |                      |              |              |             |             |
| Inscrits             | Inscrits             | Inscrits             | Inscrits             | 37 348       | 100.00       | 37 345      | 100.00      |
| Abstentions          | Abstentions          | Abstentions          | Abstentions          | 24 955       | 66.82        | 24 745      | 66.26       |
| Votants              | Votants              | Votants              | Votants              | 12 393       | 33.18        | 12 600      | 33.74       |
| Blancs (% votants)   | Blancs (% votants)   | Blancs (% votants)   | Blancs (% votants)   | 392          | 3.16         | 568         | 4.51        |
| Nuls (% votants)     | Nuls (% votants)     | Nuls (% votants)     | Nuls (% votants)     | 205          | 1.65         | 338         | 2.68        |
| Exprimés (% votants) | Exprimés (% votants) | Exprimés (% votants) | Exprimés (% votants) | 11 796       | 95.18        | 11 694      | 92.81       |

### Élections départementales de mars 2015
| Candidats            | Candidats                    | Partis      | Partis      | Premier tour | Premier tour | Second tour | Second tour |
| Candidats            | Candidats                    | Partis      | Partis      | Voix         | %            | Voix        | %           |
| -------------------- | ---------------------------- | ----------- | ----------- | ------------ | ------------ | ----------- | ----------- |
| 1                    | Bernard Dubuisson            |             | FN          | 6 494        | 38,05        | 7 928       | 46,75       |
| 1                    | Nadine Lemaire               |             | FN          | 6 494        | 38,05        | 7 928       | 46,75       |
| 2                    | Bernard Baudoux*             |             | PCF         | 4 453        | 26,09        | 9 030       | 53,25       |
| 2                    | Marie-Aline Bréda            |             | PCF         | 4 453        | 26,09        | 9 030       | 53,25       |
| 3                    | Danièle Druesnes             |             | DVD         | 4 042        | 23,69        |             |             |
| 3                    | Alain Fréhaut                |             | UDI         | 4 042        | 23,69        |             |             |
| 4                    | Francine Cailleux-Caucheteux |             | PS          | 2 076        | 12,17        |             |             |
| 4                    | André Fréhaut                |             | DVG         | 2 076        | 12,17        |             |             |
|                      |                              |             |             |              |              |             |             |
| Inscrits             | Inscrits                     | Inscrits    | Inscrits    | 36 791       | 100,00       | 36 730      | 100,00      |
| Abstentions          | Abstentions                  | Abstentions | Abstentions | 18 900       | 51,37        | 18 279      | 49,77       |
| Votants              | Votants                      | Votants     | Votants     | 17 891       | 48,63        | 18 451      | 50,23       |
| Blancs               | Blancs                       | Blancs      | Blancs      | 566          | 3,16         | 1 046       | 2,85        |
| Nuls                 | Nuls                         | Nuls        | Nuls        | 260          | 1,45         | 447         | 1,22        |
| Exprimés             | Exprimés                     | Exprimés    | Exprimés    | 17 065       | 95,38        | 16 958      | 91,91       |
| * conseiller sortant |                              |             |             |              |              |             |             |

Liste arrivée en tête au 1er tour de l'élection départementale dans le canton d'Aulnoye-Aymeries.

Liste arrivée en tête au tour de l'élection départementale dans le canton d'Aulnoye-Aymeries.

À l'issue du 1er tour des élections départementales de 2015, deux binômes sont en ballotage : Bernard Dubuisson et Nadine Lemaire (FN, 38,05 %) et Bernard Baudoux et Marie-Aline Bréda (PCF, 26,09 %). Le taux de participation est de 48,63 % (17 891 votants sur 36 791 inscrits) contre 46,81 % au niveau départemental et 50,17 % au niveau national.
Au second tour, Bernard Baudoux et Marie-Aline Bréda (PCF) sont élus avec 53,25 % des suffrages exprimés et un taux de participation de 50,23 % (9 030 voix pour 18 451 votants et 36 730 inscrits).

## Composition

Localisation des communes du canton d'Aulnoye-Aymeries.

Le canton d'Aulnoye-Aymeries regroupe 38 communes entières.
| Nom                                      | Code Insee | Intercommunalité          | Superficie (km2) | Population (dernière pop. légale) | Densité (hab./km2) | Modifier                                    |
| ---------------------------------------- | ---------- | ------------------------- | ---------------- | --------------------------------- | ------------------ | ------------------------------------------- |
| Aulnoye-Aymeries (bureau centralisateur) | 59033      | CA Maubeuge Val de Sambre | 8,66             | 8 674 (2022)                      | 1 002              | modifier les données · modifier les données |
| Audignies                                | 59031      | CC du Pays de Mormal      | 3,66             | 364 (2022)                        | 99                 | modifier les données · modifier les données |
| Bachant                                  | 59041      | CA Maubeuge Val de Sambre | 9,37             | 2 246 (2022)                      | 240                | modifier les données · modifier les données |
| Bavay                                    | 59053      | CC du Pays de Mormal      | 10,12            | 3 240 (2022)                      | 320                | modifier les données · modifier les données |
| Bellignies                               | 59065      | CC du Pays de Mormal      | 5,18             | 810 (2022)                        | 156                | modifier les données · modifier les données |
| Berlaimont                               | 59068      | CA Maubeuge Val de Sambre | 13,10            | 3 169 (2022)                      | 242                | modifier les données · modifier les données |
| Bettrechies                              | 59077      | CC du Pays de Mormal      | 3,36             | 254 (2022)                        | 76                 | modifier les données · modifier les données |
| Boussières-sur-Sambre                    | 59103      | CA Maubeuge Val de Sambre | 3,28             | 517 (2022)                        | 158                | modifier les données · modifier les données |
| Bry                                      | 59116      | CC du Pays de Mormal      | 2,88             | 400 (2022)                        | 139                | modifier les données · modifier les données |
| Écuélin                                  | 59188      | CA Maubeuge Val de Sambre | 3,40             | 143 (2022)                        | 42                 | modifier les données · modifier les données |
| Eth                                      | 59217      | CC du Pays de Mormal      | 2,84             | 334 (2022)                        | 118                | modifier les données · modifier les données |
| Feignies                                 | 59225      | CA Maubeuge Val de Sambre | 18,80            | 6 727 (2022)                      | 358                | modifier les données · modifier les données |
| La Flamengrie                            | 59232      | CC du Pays de Mormal      | 2,03             | 433 (2022)                        | 213                | modifier les données · modifier les données |
| Frasnoy                                  | 59251      | CC du Pays de Mormal      | 5,84             | 384 (2022)                        | 66                 | modifier les données · modifier les données |
| Gommegnies                               | 59265      | CC du Pays de Mormal      | 15,78            | 2 272 (2022)                      | 144                | modifier les données · modifier les données |
| Gussignies                               | 59277      | CC du Pays de Mormal      | 3,46             | 354 (2022)                        | 102                | modifier les données · modifier les données |
| Hargnies                                 | 59283      | CC du Pays de Mormal      | 5,14             | 613 (2022)                        | 119                | modifier les données · modifier les données |
| Hon-Hergies                              | 59310      | CC du Pays de Mormal      | 11,02            | 879 (2022)                        | 80                 | modifier les données · modifier les données |
| Houdain-lez-Bavay                        | 59315      | CC du Pays de Mormal      | 12,18            | 902 (2022)                        | 74                 | modifier les données · modifier les données |
| Jenlain                                  | 59323      | CC du Pays de Mormal      | 5,91             | 1 137 (2022)                      | 192                | modifier les données · modifier les données |
| Leval                                    | 59344      | CA Maubeuge Val de Sambre | 5,89             | 2 483 (2022)                      | 422                | modifier les données · modifier les données |
| La Longueville                           | 59357      | CC du Pays de Mormal      | 17,64            | 2 061 (2022)                      | 117                | modifier les données · modifier les données |
| Mecquignies                              | 59396      | CC du Pays de Mormal      | 4,78             | 697 (2022)                        | 146                | modifier les données · modifier les données |
| Monceau-Saint-Waast                      | 59406      | CA Maubeuge Val de Sambre | 5,93             | 423 (2022)                        | 71                 | modifier les données · modifier les données |
| Neuf-Mesnil                              | 59424      | CA Maubeuge Val de Sambre | 1,21             | 1 296 (2022)                      | 1 071              | modifier les données · modifier les données |
| Noyelles-sur-Sambre                      | 59439      | CA Maubeuge Val de Sambre | 6,49             | 282 (2022)                        | 43                 | modifier les données · modifier les données |
| Obies                                    | 59441      | CC du Pays de Mormal      | 5,43             | 655 (2022)                        | 121                | modifier les données · modifier les données |
| L'Orée de Mormal                         | 59006      | CC du Pays de Mormal      | 6,83             | 609 (2022)                        | 89                 | modifier les données · modifier les données |
| Pont-sur-Sambre                          | 59467      | CA Maubeuge Val de Sambre | 11,33            | 2 387 (2022)                      | 211                | modifier les données · modifier les données |
| Preux-au-Sart                            | 59473      | CC du Pays de Mormal      | 5,09             | 302 (2022)                        | 59                 | modifier les données · modifier les données |
| Saint-Remy-Chaussée                      | 59542      | CA Maubeuge Val de Sambre | 5,17             | 473 (2022)                        | 91                 | modifier les données · modifier les données |
| Saint-Waast                              | 59548      | CC du Pays de Mormal      | 5,91             | 672 (2022)                        | 114                | modifier les données · modifier les données |
| Sassegnies                               | 59556      | CA Maubeuge Val de Sambre | 4,15             | 258 (2022)                        | 62                 | modifier les données · modifier les données |
| Taisnières-sur-Hon                       | 59584      | CC du Pays de Mormal      | 16,22            | 960 (2022)                        | 59                 | modifier les données · modifier les données |
| Vieux-Mesnil                             | 59617      | CA Maubeuge Val de Sambre | 5,95             | 637 (2022)                        | 107                | modifier les données · modifier les données |
| Villereau                                | 59619      | CC du Pays de Mormal      | 5,52             | 1 062 (2022)                      | 192                | modifier les données · modifier les données |
| Wargnies-le-Grand                        | 59639      | CC du Pays de Mormal      | 5,68             | 1 113 (2022)                      | 196                | modifier les données · modifier les données |
| Wargnies-le-Petit                        | 59640      | CC du Pays de Mormal      | 5,22             | 774 (2022)                        | 148                | modifier les données · modifier les données |
| Canton d'Aulnoye-Aymeries                | 5905       |                           | 270,45           | 50 996 (2022)                     | 189                | modifier les données                        |

## Démographie
En 2022, le canton comptait 50 996 habitants, en évolution de −1,43 % par rapport à 2016 (Nord : +0,51 %, France hors Mayotte : +2,11 %).
| 2013   | 2018   | 2022   |
| ------ | ------ | ------ |
| 51 807 | 51 475 | 50 996 |